# سالمرگی
سالمرگی رمانی‌ست نوشته اصغر الهی که در سال ۱۳۸۵ از سوی نشر چشمه منتشر شده‌است. الهی این کتاب را در سال ۱۳۷۰ نوشت اما تا پانزده سال بعد منتشرش نکرد. در سال ۱۳۸۶ جایزه بهترین رمان گلشیری را برنده شد و به چاپ سوم رسید، اما در دولت محمود احمدی‌نژاد، چاپ سوم کتاب اجازه توزیع نیافت. مجوز رمان برای تجدید چاپ لغو شد و چاپ مجدد منوط به بررسی دوباره اثر شد.  سالمرگی در سال ۱۳۹۵ اجازه چاپ مجدد گرفت.

## دربارهٔ کتاب
رمان، داستان مردی‌ست پریشان احوال به نام عمرانی. او مدام از سوی لیلا، همسرش، به خاطر بیماری، شاعرپیشگی، بی‌کاری و بالاخره مرگ فرزندشان، سیاوش، شماتت می‌شود. عمرانی هم خود را در مرگ فرزندش مقصر می‌داند و برای رهایی از عذاب وجدان چاره‌ای جز خودکشی نمی‌بیند. رگ دست‌هایش را می‌زاند و در حال احتضار به هذیان‌گویی می‌افتد. عمرانی در یک سلسله «واگویی‌های روانی»، حوادث دوران کودکی، مرگ نزدیکان و شهادت فرزندش را به خاطر می‌آورد. در این هذیان‌ها، لیلا نیز حاضر است و گاهی رشتهٔ سخن را به دست می‌گیرد. او نیز در ترس و اضطراب و تردید و عذاب وجدان به سر می‌برد. از یک سو تردید دارد که فرزند حقیقی پدرش باشد و از سوی دیگر خود را به خاطر مرگ سیاوش ملامت می‌کند. لیلا در روزگار جوانی در فرانسه عاشق مردی انقلابی شده و از او باردار شده بود. بعد به این بارداری ناخواسته پایان داده بود. به گمان او، مرگ سیاوش، تقاص گناه سقط جنین است. لیلا هم راه نجات را در خودکشی می‌داند اما جراتش را ندارد.
رمان به شیوه خطی روایت نمی‌شود بلکه ساختاری پازل‌گونه دارد. خواننده با کنار هم گذاشتن داستان شخصیت‌ها به کلیت اثر دست پیدا می‌کند.شیوه نویسنده برای روایت این داستان مبتنی بر تداعی آزاد سیال ذهن است، بازتاب واقعیت در ذهن پریشان شخصیت‌ها دیده می‌شود. درونمایه اصلی داستان مرگ است. روابط بینامتنی هم با داستان‌های تراژیک شاهنامه مانند رستم و سهراب، رستم و اسفندیار، کیکاووس و سیاوش و روایت‌های دینی مانند داستان آفرینش، ابراهیم و اسماعیل و عاشورا دارد. نویسنده حمله کیومرث و افراسیاب به سیاوش را به شکل حمله عراق به ایران نشان می‌دهد که در اثر آن زندگی نابود می‌شود و برای این که زندگی دوباره جریان پیدا کند باید خونی بر زمین ریخته شود. خون سیاوش، یا خون پسر راوی و رزمندگان دیگر.
این مضمون تصویر کننده‌ی فرزندکشی است. آرنالدو راسکووسکی روانکاو آرژانتینی در کتاب فرزندکشی به تفصیل ریشه‌های اسطوره‌ای و مذهبی کشتن فرزند را بررسی کرده است. ماریا ابراهیم داستان سالمرگی را بر پایه‌ی این دیدگاه در مقاله‌ی تبارشناسی فرزندکشی تحلیل کرده است. 
الهی، خود در این باره می‌گوید: «من در پی ساختاری نو بودم که با جهان زیست رمان همخوانی داشته باشد. آنچه دراین رمان بیش از هر چیزی به چشم می‌خورد، روایت تلخ زندگی، به هم ریختگی درونی آدم‌ها، حضور مرگ و زوال ارزش‌هاست.»

## جوایز
برنده جایزه ادبی گلشیری در بخش بهترین رمان سال ۱۳۸۵.